# Отражение (геометрия)

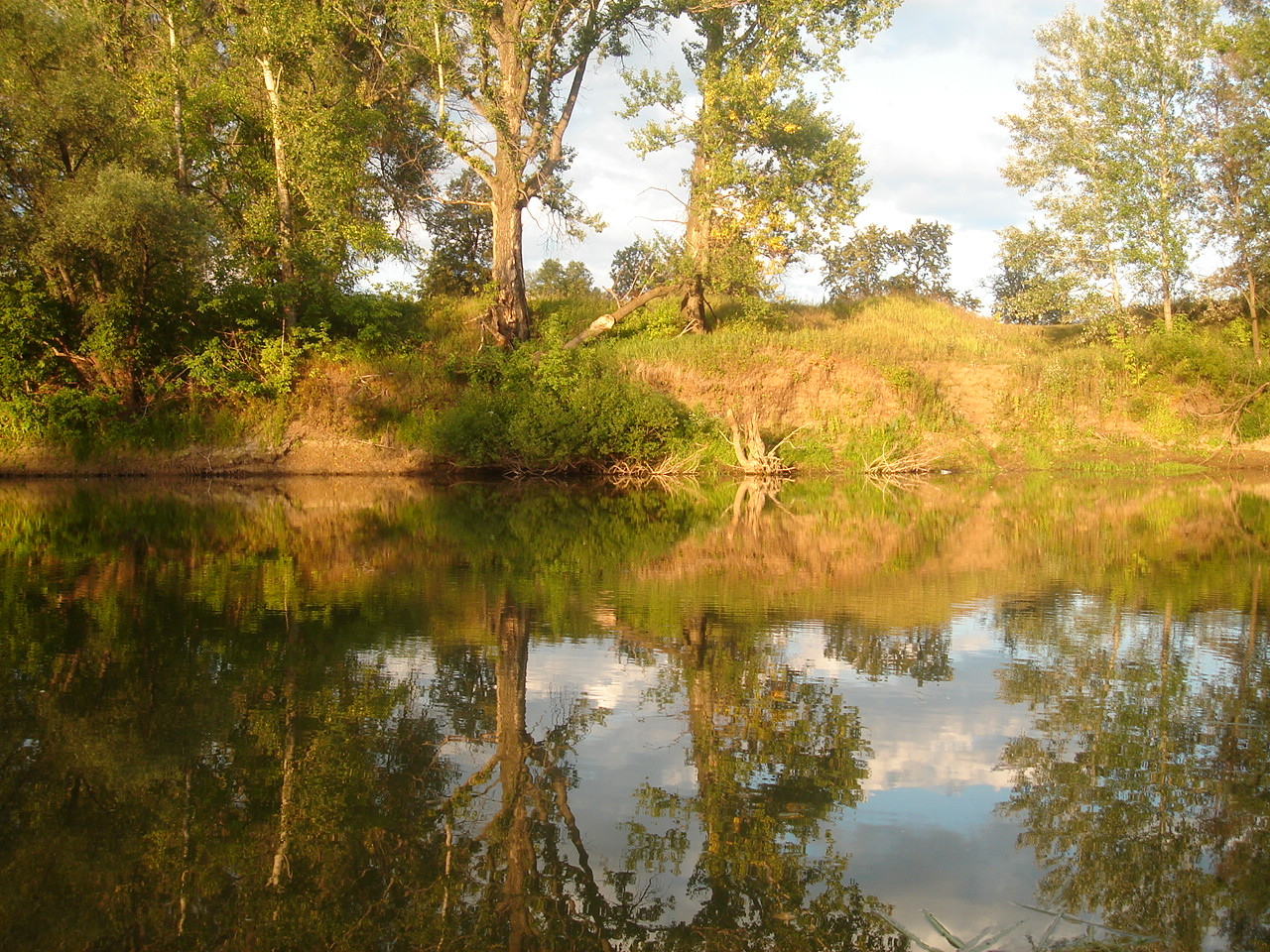
Оптическое отражение в реке прибрежных деревьев

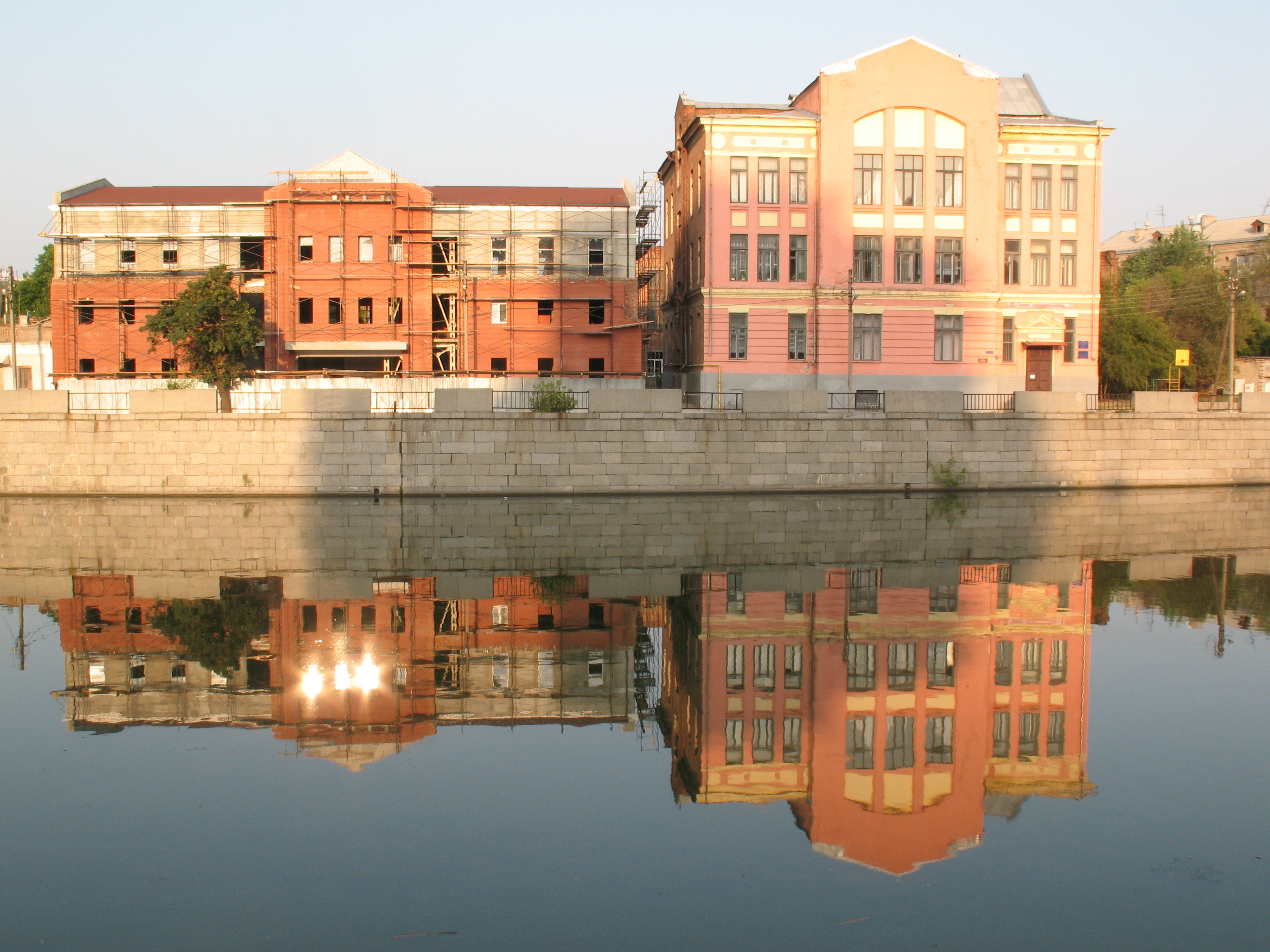
Оптическое отражение в реке прибрежных зданий

Отражение, зеркальное отражение или зеркальная симметрия — движение евклидова пространства, множество неподвижных точек которого является гиперплоскостью (в случае трехмерного пространства — просто плоскостью).
Термин зеркальная симметрия употребляется также для описания соответствующего типа симметрии объекта, то есть, когда объект при операции отражения переходит в себя.
Это математическое понятие описывает соотношение в оптике объектов и их (мнимых) изображений при отражении в плоском зеркале,
а также многие законы симметрии (в кристаллографии, химии, физике, биологии и т. д., а также в искусстве и искусствоведении)

## Осевая симметрия

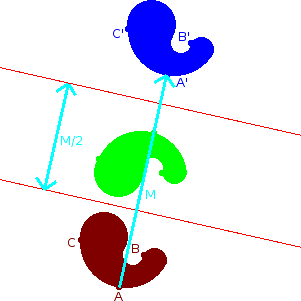
Композиция двух отражений относительно несовпадающих параллельных осей даёт параллельный перенос.

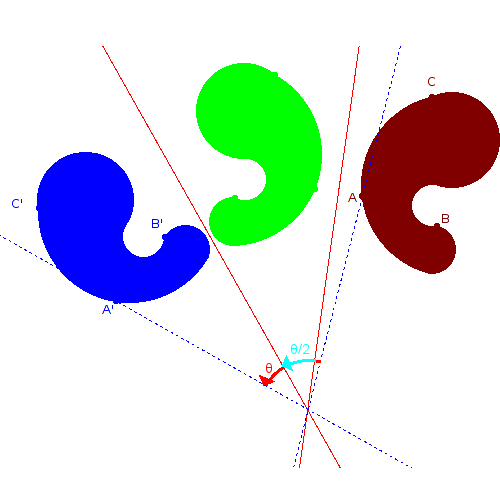
Композиция двух отражений относительно непараллельных осей даёт поворот.

В размерности 2 (то есть на плоскости) гиперплоскость представляет собой прямую, говорят об осевой симметрии или симметрии относительно прямой.
Для фигуры, переходящей в себя при осевой симметрии, прямая, образованная неподвижными точками движения, называется осью симметрии этой фигуры.
Примером оси симметрии отрезка является его серединный перпендикуляр.
Любое движение плоскости можно представить в виде композиции не более чем трёх осевых симметрий.